# Valle de Kłodzko

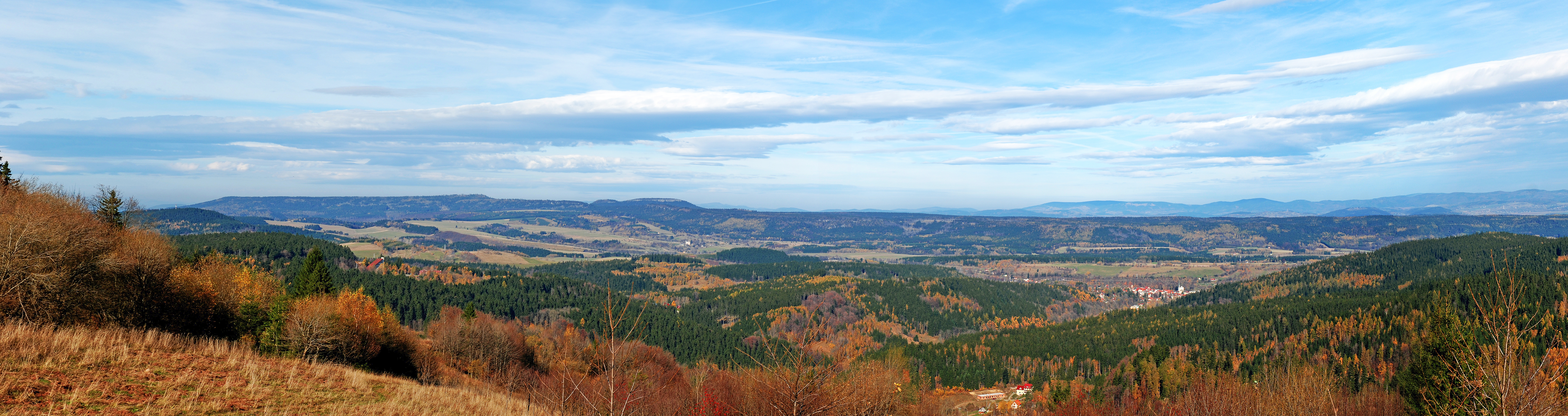
El valle de Klodzko

El valle de Klodzko (en polaco, Kotlina Kłodzka; checo, Kladská kotlina; alemán, Glatzer Tal) es un valle de la cordillera de los Sudetes en el condado de Klodzko, en el suroeste de Polonia, cerca de la frontera con la República Checa. 
Está atravesada por el curso superior del río Nysa Kłodzka que corre de sur a norte y rodeado por las Stołowe, las montañas Bardzkie y las montañas Bystrzyckie de los Sudetes centrales en el oeste así como por las montañas Śnieżnik, las Złote y las Sowie de los Sudetes orientales en el este. Los puertos de Kudowa en el oeste y de Międzylesie en el sur llevaron a Bohemia. En el noroeste el río Nysa pasa a través de los montes Bardzkie a Bardo en Silesia Inferior. Las principales ciudades del valle son Klodzko, Bystrzyca Klodzka y Nowa Ruda.
El valle es la zona central del antiguo condado de Kladsko y hoy una popular región turística tanto en verano como en invierno, con numerosos hoteles y sanatorios.
- Datos: Q1529959
- Multimedia: Kotlina Kłodzka / Q1529959